# الرجل المتسامي
مفهوم الرجل المتسامي (بالصينية: 君子؛ بينين: jūn zǐ) هو مصطلح فلسفي صيني غالبًا ما يُترجم إلى "رجل نبيل" أو "شخص راقٍ" أو "رجل فاضل"، ولطالما تُرجم إلى "رجل نبيل" لأن الحروف الصينية تُشير إلى الذكور بشكل صريح. ولكن مؤخرا يستخدم الباحثون المصطلح بدون مكون الجنس ويترجمونه إلى "شخص مميز" أو "شخص أخلاقي" وما إلى ذلك، استُخدِم المصطلح 君子 من قبل كل من دوق تشو وين في "كتاب التغييرات" 易经 (I-ching) ، وكونفوشيوس في أعماله لوصف الرجل المثالي.

## مفهوم الرجل المتسامي في الكونفوشية
في الكونفوشية، الشخصية المثالية هي 聖 (shèng) ، وتُترجم إلى "قديس" أو "حكيم". ولأن القداسة يصعب تحقيقها استخدم كونفوشيوس الاسم junzi ، وهو الشخص المحترم بالتالي يمكن لعدد كبير من الأفراد تحقيقه ، ويتصرف الرجل المتسامي Junzi وفقًا للسلوك السليم (禮 lǐ أو li) لتحقيق 和 (hé) أو he ، أي الانسجام، والذي يُعتقد في الكونفوشيوسية أنه يجب أن يُطبّق في المنزل والمجتمع والإمبراطورية. يرتبط السلوك السليم (Li) بشكل أساسي بالتوقعات الاجتماعية فيما يتعلق بالسلوك الرسمي المطلوب خلال الطقوس الدينية والاحتفالات الإمبراطورية والسلوك السليم في العلاقات الإنسانية.
اعتبر كونفوشيوس أيضًا أن الرجل المتسامي (junzi) هو شخص يجسد الإنسانية ويمتلك جميع الصفات الإنسانية العليا، وأطلق الفيلسوف على هذا الشخص الذي يجسد مفهوم 仁 (rén) وحدد صفات محددة سجلها تلاميذه في المحاورات. تم استخدام العديد منها كأمثال صينية (諺語 yàn yǔ). من الأمثلة على ذلك 君子成人之美 jūn zǐ chéng rén zhī měi، والذي يعني مجازيًا "الشخص المحترم [يساعد دائمًا] الآخرين في احتياجاتهم". أعاد كونفوشيوس تعريف المصطلح لتمثيل فرد متفوّق أخلاقيّا وليس مجرد نبيل اجتماعي. يجسد Junzi التفوق الأخلاقي من خلال الالتزام بالقواعد العامة للتقاليد، وإظهار الاحترام والكرامة للآخرين، والسعي لتحقيق فضائل مثل التواضع والصدق والثقة والعدالة والرحمة.
عرّف تشو شي Junzi على أنه ثاني أعلى مقام بعد الحكيم.
يمتلك الشخص المتسامي العديد من الخصائص: يمكن له العيش في فقر، يعمل أكثر ويتحدث أقل، مخلص ومطيع وذو معرفة، ومُنضبط. من بين هؤلاء، 仁 ren هي جوهر Junzi.

## الرجل المتسامي والقيادة
بصفته القائد المحتمل لأمة وبلد، يُربى ابن الحاكم للتعبير عن مواقف أخلاقية وأخلاقية متفوقة مع اكتساب السلام الداخلي من خلال الفضيلة. بالنسبة لكونفوشيوس، يُحافظ الشخص المتسامي على وظائف الحكومة والطبقية الاجتماعية من خلال قيمه الأخلاقية. على الرغم من معناها الحرفي، يمكن لأي رجل صالح يرغب في تحسين نفسه أن يصبح شخصًا مُتساميا Junzi.

## مفهوم الرجل الوضيع
على النقيض من ذلك، يوجد مفهوم الرجل الوضيع (The inferior man) xiaoren (小人, xiǎorén, "القذر، الشخص الصغير أو التافه") وهو شخص لا يدرك قيمة الفضائل ويسعى فقط إلى تحقيق مكاسب شخصية فورية، وهو أناني لا يراعي عواقب أفعاله.
. إذا كان الحاكم محاطًا بـرجال وضعاء xiaoren بدلاً من رجال نبلاء junzi، فإن الحكم والشعب سوف يعانون بسبب تفكيرهم الصغير الأناني.
الأمثلة على هذا المفهوم تتراوح بين أولئك الذين ينغمسون في الملذات والمكاسب الحسية والعاطفية ذاتية الإرضاء إلى السياسي المحترف المهتم فقط بالسلطة والشهرة؛ لا يهدف أي منهما إلى المنفعة طويلة الأجل للآخرين.
هناك العديد من التعبيرات في كتابات كونفوشيوس التي تقابل بين الاثنين: "الشخص النبيل يتصرف في انسجام مع الآخرين ولكن لا يسعى ليكون مثلهم؛ يسعى الشخص التافه ليكون مثل الآخرين ولا يتصرف في انسجام."
يحكم Junzi من خلال التصرف بفضيلة نفسه، ويُعتقد أن فضيلته النقية ستقود الآخرين إلى اتباع مثاله. الهدف النهائي هو أن تتصرف الحكومة كأُسرة إلى حد كبير. وبالتالي، على جميع المستويات، يُعزز بر الأبناء الانسجام، ويعمل Junzi كمنارة لهذا البرّ.